# KOI8-R
KOI8-R (Код Обмена Информацией, 8 бит) est une page de code, conçue pour représenter les lettres cyrilliques (russe, par exemple). La RFC adéquate est RFC 1489. Il y a aussi une description GOST 19768-74. Le codage KOI8-R est vu comme le standard de facto pour les systèmes d'exploitation de type UNIX en Russie.
| KOI8-U | KOI8-U    | KOI8-U    | KOI8-U    | KOI8-U    | KOI8-U    | KOI8-U    | KOI8-U    | KOI8-U    | KOI8-U    | KOI8-U    | KOI8-U    | KOI8-U    | KOI8-U    | KOI8-U    | KOI8-U    | KOI8-U    |
|        | x0        | x1        | x2        | x3        | x4        | x5        | x6        | x7        | x8        | x9        | xA        | xB        | xC        | xD        | xE        | xF        |
| ------ | --------- | --------- | --------- | --------- | --------- | --------- | --------- | --------- | --------- | --------- | --------- | --------- | --------- | --------- | --------- | --------- |
| 0x     | inutilisé | inutilisé | inutilisé | inutilisé | inutilisé | inutilisé | inutilisé | inutilisé | inutilisé | inutilisé | inutilisé | inutilisé | inutilisé | inutilisé | inutilisé | inutilisé |
| 1x     | inutilisé | inutilisé | inutilisé | inutilisé | inutilisé | inutilisé | inutilisé | inutilisé | inutilisé | inutilisé | inutilisé | inutilisé | inutilisé | inutilisé | inutilisé | inutilisé |
| 2x     |           | !         | "         | #         | $         | %         | &         | '         | (         | )         | *         | +         | ,         | -         | .         | /         |
| 3x     | 0         | 1         | 2         | 3         | 4         | 5         | 6         | 7         | 8         | 9         | :         | ;         | <         | =         | >         | ?         |
| 4x     | @         | A         | B         | C         | D         | E         | F         | G         | H         | I         | J         | K         | L         | M         | N         | O         |
| 5x     | P         | Q         | R         | S         | T         | U         | V         | W         | X         | Y         | Z         | [         | \         | ]         | ^         | _         |
| 6x     | '         | a         | b         | c         | d         | e         | f         | g         | h         | i         | j         | k         | l         | m         | n         | o         |
| 7x     | p         | q         | r         | s         | t         | u         | v         | w         | x         | y         | z         | {         |           | }         | ~         |           |
| 8x     | ─         | │         | ┌         | ┐         | └         | ┘         | ├         | ┤         | ┬         | ┴         | ┼         | ▀         | ▄         | █         | ▌         | ▐         |
| 9x     | ░         | ▒         | ▓         | ⌠         | ■         | ∙         | √         | ≈         | ≤         | ≥         | NBSP      | ⌡         | °         | ²         | ·         | ÷         |
| Ax     | ═         | ║         | ╒         | ё         | ╓         | ╔         | ╕         | ╖         | ╗         | ╘         | ╙         | ╚         | ╛         | ╜         | ╝         | ╞         |
| Bx     | ╟         | ╠         | ╡         | Ё         | ╢         | ╣         | ╤         | ╥         | ╦         | ╧         | ╨         | ╩         | ╪         | ╫         | ╬         | ©         |
| Cx     | ю         | а         | б         | ц         | д         | е         | ф         | г         | х         | и         | й         | к         | л         | м         | н         | о         |
| Dx     | п         | я         | р         | с         | т         | у         | ж         | в         | ь         | ы         | з         | ш         | э         | щ         | ч         | ъ         |
| Ex     | Ю         | А         | Б         | Ц         | Д         | Е         | Ф         | Г         | Х         | И         | Й         | К         | Л         | М         | Н         | О         |
| Fx     | П         | Я         | Р         | С         | Т         | У         | Ж         | В         | Ь         | Ы         | З         | Ш         | Э         | Щ         | Ч         | Ъ         |